# Bundesliga austriacka w piłce siatkowej mężczyzn (2009/2010)
Bundesliga austriacka siatkarzy 2009/2010 - 57. sezon walki o mistrzostwo Austrii organizowany przez Austrian Volley League (AVL) we współpracy z Austriackim Związkiem Piłki Siatkowej (niem. Österreichischer Volleyball Verband, ÖVV). Zainaugurowany został 26 września 2009 roku i trwał do 23 kwietnia 2010 roku.
W sezonie 2009/2010 w Lidze Mistrzów Austrię reprezentował Hypo Tirol Volleyballteam, w Pucharze CEV - hotVolleys Wiedeń, natomiast w Pucharze Challenge - SK Posojilnica Aich/Dob i TSV Sparkasse Hartberg.

## System rozgrywek
- Faza zasadnicza: W fazie zasadniczej 9 zespołów rozegrało pomiędzy sobą systemem kołowym po dwa spotkania. Pięć najwyżej sklasyfikowanych drużyn awansowało do fazy play-off, dołączając do zespołów grającyh w Lidze Środkowoeuropejskiej. Drużyny z niższych miejsc rywalizowały w barażach o utrzymanie.
- Rozgrywki drużyn z MEVZA: W Lidze Środkowoeuropejskiej brały udział 3 austriackie drużyny, które były wyłączone z fazy zasadniczej. Rozegrały one ze sobą po dwa spotkania, uzyskując automatyczny awans do fazy play-off.
- Faza play-off: Rywalizacja w fazie play-off obejmowała trzy rundy. W I rundzie rozegrane zostały ćwierćfinały do dwóch zwycięstw. II runda obejmowała półfinały (do trzech zwycięstw) oraz mecze o miejsca 5-8 (do dwóch zwycięstw). W III rundzie zwycięzcy półfinałów rozegrali mecze finałowe o tytuł mistrza Austrii (do czterech zwycięstw), przegrani półfinałów - mecze o 3. miejsce, zwycięzcy meczów o miejsca 5-8 - mecze o 5. miejsce, a przegrani - mecze o 7. miejsce (do dwóch zwycięstw).

## Drużyny uczestniczące
| | Bundesliga austriacka 2009/2010    |    |     |
| --- | ---------------------------------- | -- | --- |
| TIR | Hypo Tirol Volleyballteam          | 1  | LM  |
| HOT | hotVolleys Wiedeń                  | 2  | CEV |
| AIC | SK Posojilnica Aich/Dob            | 3  | Ch  |
| HAR | TSV Sparkasse Hartberg             | 4  | Ch  |
| KLG | VBK Wörther-See-Löwen Klagenfurt   | 5  |     |
| ARB | Union Volleyball Arbesbach         | 6  |     |
| AMS | VCA Hypo Niederösterreich          | 7  |     |
| GRA | UVC Graz AG                        | 8  |     |
| SUP | Cemtec supervolley Enns            | 10 |     |
| SDP | volleyteam Südstadt/Perchtoldsdorf | 11 |     |
| | Awans z 2. Bundesligi Wschodniej   |    |     |
| JER | VC Jerich International            | 1  |     |
| SOK | SVS Sokol V                        | 2  |     |
| Oznaczenia: - kolumna pierwsza – skróty nazw drużyn wpisane na mapie (jeśli ta została zamieszczona), - kolumna trzecia – miejsce zajęte przez daną drużynę w poprzednim sezonie. |                                    |    |     |

## Faza zasadnicza (Grunddurchgang)

### Tabela wyników
| Gospodarz \ Gość1                  | HAR | KLG | ARB | AMS | GRA | SUP | SDP | JER | SOK |
| TSV Sparkasse Hartberg             |     | 3:1 | 3:2 | 3:2 | 3:0 | 3:0 | 3:0 | 3:0 | 3:1 |
| VBK Wörther-See-Löwen Klagenfurt   | 0:3 |     | 2:3 | 3:2 | 3:2 | 3:1 | 3:1 | 3:0 | 3:0 |
| Union Volleyball Arbesbach         | 3:0 | 2:3 |     | 3:2 | 3:2 | 3:0 | 3:0 | 3:0 | 3:0 |
| VCA Hypo Niederösterreich          | 2:3 | 3:1 | 1:3 |     | 3:0 | 3:0 | 3:0 | 3:0 | 3:0 |
| UVC Graz AG                        | 1:3 | 0:3 | 1:3 | 2:3 |     | 3:0 | 3:0 | 3:0 | 1:3 |
| Cemtec supervolley Enns            | 0:3 | 3:2 | 1:3 | 1:3 | 0:3 |     | 3:0 | 3:0 | 0:3 |
| volleyteam Südstadt/Perchtoldsdorf | 0:3 | 0:3 | 0:3 | 0:3 | 0:3 | 2:3 |     | 1:3 | 3:0 |
| VC Jerich International            | 0:3 | 2:3 | 1:3 | 0:3 | 2:3 | 3:0 | 3:2 |     | 0:3 |
| SVS Sokol V                        | 1:3 | 0:3 | 0:3 | 0:3 | 1:3 | 1:3 | 3:0 | 3:0 |     |

Źródło: volleynet.at
1 Drużyna gospodarzy jest wymieniona po lewej stronie tabeli.
Kolory:
  zwycięstwo gospodarzy 3:0 lub 3:1
  zwycięstwo gospodarzy 3:2
  zwycięstwo gości 3:0 lub 3:1
  zwycięstwo gości 3:2

### Terminarz i wyniki spotkań
| Data        | Godz. | Gospodarz                          | Rezultat                                | Gość                               |
| ----------- | ----- | ---------------------------------- | --------------------------------------- | ---------------------------------- |
| 1. KOLEJKA  |       |                                    |                                         |                                    |
| 27.09.2009  | 15:45 | SVS Sokol V                        | 1:3 (21:25, 25:18, 17:25, 21:25)        | Cemtec supervolley Enns            |
| 27.09.2009  | 18:00 | VC Jerich International            | 0:3 (20:25, 19:25, 31:33)               | VCA Hypo Niederösterreich          |
| 26.09.2009  | 19:00 | Union Volleyball Arbesbach         | 2:3 (21:25, 21:25, 25:19, 25:20, 12:15) | VBK Wörther-See-Löwen Klagenfurt   |
| 27.09.2009  | 18:00 | volleyteam Südstadt/Perchtoldsdorf | 0:3 (19:25, 21:25, 20:25)               | TSV Sparkasse Hartberg             |
| 2. KOLEJKA  |       |                                    |                                         |                                    |
| 03.10.2009  | 19:00 | Cemtec supervolley Enns            | 0:3 (16:25, 18:25, 18:25)               | TSV Sparkasse Hartberg             |
| 04.10.2009  | 18:00 | VBK Wörther-See-Löwen Klagenfurt   | 3:1 (25:11, 23:25, 25:18, 25:15)        | volleyteam Südstadt/Perchtoldsdorf |
| 03.10.2009  | 18:00 | UVC Graz AG                        | 1:3 (21:25, 19:25, 25:20, 20:25)        | Union Volleyball Arbesbach         |
| 04.10.2009  | 18:00 | SVS Sokol V                        | 3:0 (25:23, 26:24, 25:22)               | VC Jerich International            |
| 3. KOLEJKA  |       |                                    |                                         |                                    |
| 10.10.2009  | 19:00 | VC Jerich International            | 3:0 (25:23, 25:20, 26:24)               | Cemtec supervolley Enns            |
| 10.10.2009  | 19:00 | Union Volleyball Arbesbach         | 3:2 (25:17, 16:25, 22:25, 25:19, 15:11) | VCA Hypo Niederösterreich          |
| 10.10.2009  | 20:00 | volleyteam Südstadt/Perchtoldsdorf | 0:3 (21:25, 22:25, 15:25)               | UVC Graz AG                        |
| 09.10.2009  | 20:15 | TSV Sparkasse Hartberg             | 3:1 (25:22, 16:25, 25:15, 25:23)        | VBK Wörther-See-Löwen Klagenfurt   |
| 4. KOLEJKA  |       |                                    |                                         |                                    |
| 17.10.2009  | 19:00 | Cemtec supervolley Enns            | 3:2 (27:25, 25:22, 24:26, 22:25, 15:13) | VBK Wörther-See-Löwen Klagenfurt   |
| 17.10.2009  | 18:00 | UVC Graz AG                        | 1:3 (20:25, 25:22, 23:25, 25:27)        | TSV Sparkasse Hartberg             |
| 17.10.2009  | 18:00 | VCA Hypo Niederösterreich          | 3:0 (25:14, 25:13, 25:15)               | volleyteam Südstadt/Perchtoldsdorf |
| 17.10.2009  | 15:15 | SVS Sokol V                        | 0:3 (18:25, 18:25, 14:25)               | Union Volleyball Arbesbach         |
| 5. KOLEJKA  |       |                                    |                                         |                                    |
| 24.10.2009  | 19:00 | Union Volleyball Arbesbach         | 3:0 (25:19, 25:16, 25:23)               | VC Jerich International            |
| 24.10.2009  | 20:00 | volleyteam Südstadt/Perchtoldsdorf | 3:0 (25:15, 25:16, 25:17)               | SVS Sokol V                        |
| 24.10.2009  | 19:00 | TSV Sparkasse Hartberg             | 3:2 (25:23, 19:25, 18:25, 25:23, 25:10) | VCA Hypo Niederösterreich          |
| 24.10.2009  | 18:00 | VBK Wörther-See-Löwen Klagenfurt   | 3:2 (19:25, 19:25, 25:20, 25:20, 15:12) | UVC Graz AG                        |
| 6. KOLEJKA  |       |                                    |                                         |                                    |
| 30.10.2009  | 20:00 | Cemtec supervolley Enns            | 0:3 (15:25, 22:25, 13:25)               | UVC Graz AG                        |
| 31.10.2009  | 18:00 | VCA Hypo Niederösterreich          | 3:1 (25:19, 28:26, 23:25, 25:15)        | VBK Wörther-See-Löwen Klagenfurt   |
| 31.10.2009  | 19:45 | SVS Sokol V                        | 1:3 (22:25, 25:17, 23:25, 18:25)        | TSV Sparkasse Hartberg             |
| 31.10.2009  | 19:00 | VC Jerich International            | 3:2 (25:20, 26:28, 25:18, 18:25, 15:12) | volleyteam Südstadt/Perchtoldsdorf |
| 7. KOLEJKA  |       |                                    |                                         |                                    |
| 07.11.2009  | 19:00 | Union Volleyball Arbesbach         | 3:0 (25:20, 25:20, 25:17)               | Cemtec supervolley Enns            |
| 07.11.2009  | 19:00 | TSV Sparkasse Hartberg             | 3:0 (25:15, 25:19, 25:15)               | VC Jerich International            |
| 08.11.2009  | 18:00 | VBK Wörther-See-Löwen Klagenfurt   | 3:0 (25:21, 25:13, 25:19)               | SVS Sokol V                        |
| 07.11.2009  | 18:00 | UVC Graz AG                        | 2:3 (25:23, 18:25, 19:25, 27:25, 10:15) | VCA Hypo Niederösterreich          |
| 8. KOLEJKA  |       |                                    |                                         |                                    |
| 14.11.2009  | 19:00 | Cemtec supervolley Enns            | 1:3 (23:25, 15:25, 25:22, 19:25)        | VCA Hypo Niederösterreich          |
| 14.11.2009  | 19:45 | SVS Sokol V                        | 1:3 (13:25, 25:23, 19:25, 10:25)        | UVC Graz AG                        |
| 14.11.2009  | 19:00 | VC Jerich International            | 2:3 (24:26, 17:25, 25:22, 25:23, 10:15) | VBK Wörther-See-Löwen Klagenfurt   |
| 14.11.2009  | 19:00 | Union Volleyball Arbesbach         | 3:0 (25:17, 25:16, 25:15)               | volleyteam Südstadt/Perchtoldsdorf |
| 9. KOLEJKA  |       |                                    |                                         |                                    |
| 21.11.2009  | 20:00 | volleyteam Südstadt/Perchtoldsdorf | 2:3 (22:25, 25:17, 25:14, 22:25, 13:15) | Cemtec supervolley Enns            |
| 21.11.2009  | 19:00 | TSV Sparkasse Hartberg             | 3:2 (29:31, 25:22, 21:25, 25:18, 15:13) | Union Volleyball Arbesbach         |
| 21.11.2009  | 18:00 | UVC Graz AG                        | 3:0 (25:23, 25:22, 25:19)               | VC Jerich International            |
| 21.11.2009  | 18:00 | VCA Hypo Niederösterreich          | 3:0 (25:15, 25:12, 25:8)                | SVS Sokol V                        |
| 10. KOLEJKA |       |                                    |                                         |                                    |
| 28.11.2009  | 19:00 | Cemtec supervolley Enns            | 0:3 (18:25, 19:25, 25:27)               | SVS Sokol V                        |
| 28.11.2009  | 18:00 | VCA Hypo Niederösterreich          | 3:0 (25:18, 25:13, 25:15)               | VC Jerich International            |
| 29.11.2009  | 13:00 | VBK Wörther-See-Löwen Klagenfurt   | 2:3 (22:25, 25:23, 19:25, 25:23, 10:15) | Union Volleyball Arbesbach         |
| 28.11.2009  | 19:00 | TSV Sparkasse Hartberg             | 3:0 (25:23, 25:17, 25:19)               | volleyteam Südstadt/Perchtoldsdorf |
| 11. KOLEJKA |       |                                    |                                         |                                    |
| 01.11.2009  | 19:00 | TSV Sparkasse Hartberg             | 3:0 (25:15, 25:17, 25:17)               | Cemtec supervolley Enns            |
| 05.12.2009  | 19:30 | volleyteam Südstadt/Perchtoldsdorf | 0:3 (16:25, 11:25, 20:25)               | VBK Wörther-See-Löwen Klagenfurt   |
| 05.12.2009  | 19:00 | Union Volleyball Arbesbach         | 3:2 (26:28, 25:23, 25:16, 18:25, 17:15) | UVC Graz AG                        |
| 29.11.2009  | 15:00 | VC Jerich International            | 0:3 (19:25, 21:25, 20:25)               | SVS Sokol V                        |
| 12. KOLEJKA |       |                                    |                                         |                                    |
| 08.12.2009  | 19:00 | Cemtec supervolley Enns            | 3:0 (32:30, 25:19, 25:22)               | VC Jerich International            |
| 08.12.2009  | 18:00 | VCA Hypo Niederösterreich          | 1:3 (25:18, 24:26, 23:25, 16:25)        | Union Volleyball Arbesbach         |
| 08.12.2009  | 18:00 | UVC Graz AG                        | 3:0 (25:7, 25:19, 25:23)                | volleyteam Südstadt/Perchtoldsdorf |
| 06.12.2009  | 18:00 | VBK Wörther-See-Löwen Klagenfurt   | 0:3 (18:25, 20:25, 20:25)               | TSV Sparkasse Hartberg             |
| 13. KOLEJKA |       |                                    |                                         |                                    |
| 12.12.2009  | 15:00 | VBK Wörther-See-Löwen Klagenfurt   | 3:1 (22:25, 25:16, 26:24, 25:21)        | Cemtec supervolley Enns            |
| 12.12.2009  | 19:00 | TSV Sparkasse Hartberg             | 3:0 (25:23, 25:21, 25:23)               | UVC Graz AG                        |
| 11.12.2009  | 20:30 | volleyteam Südstadt/Perchtoldsdorf | 0:3 (18:25, 18:25, 18:25)               | VCA Hypo Niederösterreich          |
| 12.12.2009  | 19:00 | Union Volleyball Arbesbach         | 3:0 (25:17, 25:17, 25:13)               | SVS Sokol V                        |
| 14. KOLEJKA |       |                                    |                                         |                                    |
| 19.12.2009  | 19:00 | VC Jerich International            | 1:3 (17:25, 25:21, 20:25, 24:26)        | Union Volleyball Arbesbach         |
| 19.12.2009  | 15:15 | SVS Sokol V                        | 3:0 (26:24, 25:17, 25:20)               | volleyteam Südstadt/Perchtoldsdorf |
| 18.12.2009  | 20:15 | VCA Hypo Niederösterreich          | 2:3 (25:22, 27:29, 25:27, 26:24, 10:15) | TSV Sparkasse Hartberg             |
| 19.12.2009  | 18:00 | UVC Graz AG                        | 0:3 (20:25, 18:25, 19:25)               | VBK Wörther-See-Löwen Klagenfurt   |
| 15. KOLEJKA |       |                                    |                                         |                                    |
| 17.01.2010  | 17:00 | UVC Graz AG                        | 3:0 (25:16, 25:17, 25:22)               | Cemtec supervolley Enns            |
| 27.01.2010  | 18:00 | VBK Wörther-See-Löwen Klagenfurt   | 3:2 (25:21, 25:21, 20:25, 24:26, 20:18) | VCA Hypo Niederösterreich          |
| 09.01.2010  | 19:00 | TSV Sparkasse Hartberg             | 3:1 (25:16, 21:25, 25:15, 25:20)        | SVS Sokol V                        |
| 09.01.2010  | 19:30 | volleyteam Südstadt/Perchtoldsdorf | 1:3 (23:25, 25:27, 25:20, 23:25)        | VC Jerich International            |
| 16. KOLEJKA |       |                                    |                                         |                                    |
| 16.01.2010  | 19:00 | Cemtec supervolley Enns            | 1:3 (25:21, 23:25, 19:25, 27:29)        | Union Volleyball Arbesbach         |
| 16.01.2010  | 19:00 | VC Jerich International            | 0:3 (21:25, 19:25, 22:25)               | TSV Sparkasse Hartberg             |
| 17.01.2010  | 16:00 | SVS Sokol V                        | 0:3 (15:25, 19:25, 17:25)               | VBK Wörther-See-Löwen Klagenfurt   |
| 15.01.2010  | 19:00 | VCA Hypo Niederösterreich          | 3:0 (25:19, 25:19, 25:21)               | UVC Graz AG                        |
| 17. KOLEJKA |       |                                    |                                         |                                    |
| 21.01.2010  | 19:00 | VCA Hypo Niederösterreich          | 3:0 (25:19, 25:15, 25:22)               | Cemtec supervolley Enns            |
| 23.01.2010  | 18:00 | UVC Graz AG                        | 1:3 (22:25, 26:24, 25:27, 26:28)        | SVS Sokol V                        |
| 23.01.2010  | 18:00 | VBK Wörther-See-Löwen Klagenfurt   | 3:0 (27:25, 25:9, 25:17)                | VC Jerich International            |
| 23.01.2010  | 19:30 | volleyteam Südstadt/Perchtoldsdorf | 0:3 (20:25, 15:25, 20:25)               | Union Volleyball Arbesbach         |
| 18. KOLEJKA |       |                                    |                                         |                                    |
| 30.01.2010  | 18:00 | Cemtec supervolley Enns            | 3:0 (25:17, 25:22, 25:23)               | volleyteam Südstadt/Perchtoldsdorf |
| 30.01.2010  | 18:00 | Union Volleyball Arbesbach         | 3:0 (25:19, 25:18, 25:18)               | TSV Sparkasse Hartberg             |
| 30.01.2010  | 18:00 | VC Jerich International            | 2:3 (24:26, 25:21, 21:25, 25:18, 11:15) | UVC Graz AG                        |
| 30.01.2010  | 18:00 | SVS Sokol V                        | 0:3 (21:25, 18:25, 15:25)               | VCA Hypo Niederösterreich          |

### Tabela fazy zasadniczej
| Lp. | Drużyna                            | Pkt | Mecze | Mecze | Mecze | Rodzaj wyniku | Rodzaj wyniku | Rodzaj wyniku | Rodzaj wyniku | Rodzaj wyniku | Rodzaj wyniku | Sety | Sety | Sety  | Małe punkty | Małe punkty | Małe punkty |
| Lp. | Drużyna                            | Pkt | M     | W     | P     | 3:0           | 3:1           | 3:2           | 2:3           | 1:3           | 0:3           | wyg. | prz. | stos. | zdob.       | str.        | stos.       |
| --- | ---------------------------------- | --- | ----- | ----- | ----- | ------------- | ------------- | ------------- | ------------- | ------------- | ------------- | ---- | ---- | ----- | ----------- | ----------- | ----------- |
| 1   | TSV Sparkasse Hartberg             | 42  | 16    | 15    | 1     | 8             | 4             | 3             | 0             | 0             | 1             | 45   | 13   | 3.46  | 1377        | 1201        | 1.15        |
| 2   | Union Volleyball Arbesbach         | 41  | 16    | 14    | 2     | 7             | 4             | 3             | 2             | 0             | 0             | 46   | 16   | 2.88  | 1449        | 1247        | 1.16        |
| 3   | VCA Hypo Niederösterreich          | 36  | 16    | 11    | 5     | 8             | 2             | 1             | 4             | 1             | 0             | 42   | 19   | 2.21  | 1434        | 1222        | 1.17        |
| 4   | VBK Wörther-See-Löwen Klagenfurt   | 31  | 16    | 11    | 5     | 5             | 2             | 4             | 2             | 2             | 1             | 39   | 25   | 1.56  | 1445        | 1323        | 1.09        |
| 5   | UVC Graz AG                        | 23  | 16    | 7     | 9     | 5             | 1             | 1             | 3             | 3             | 3             | 30   | 30   | 1     | 1346        | 1299        | 1.04        |
| 6   | SVS Sokol V                        | 15  | 16    | 5     | 11    | 4             | 1             | 0             | 0             | 4             | 7             | 19   | 34   | 0.56  | 1061        | 1255        | 0.85        |
| 7   | Cemtec supervolley Enns            | 13  | 16    | 5     | 11    | 2             | 1             | 2             | 0             | 3             | 8             | 18   | 38   | 0.47  | 1169        | 1333        | 0.88        |
| 8   | VC Jerich International            | 10  | 16    | 3     | 13    | 1             | 1             | 1             | 2             | 1             | 10            | 14   | 42   | 0.33  | 1175        | 1347        | 0.87        |
| 9   | volleyteam Südstadt/Perchtoldsdorf | 5   | 16    | 1     | 15    | 1             | 0             | 0             | 2             | 2             | 11            | 9    | 45   | 0.2   | 1045        | 1274        | 0.82        |

Źródło: volleynet.at
Punktacja: 3:0 i 3:1 – 3 pkt; 3:2 – 2 pkt; 2:3 – 1 pkt; 1:3 i 0:3 – 0 pkt
Zasady ustalania kolejności: 1. liczba punktów; 2. stosunek setów; 3. stosunek małych punktów; 4. bilans w bezpośrednich meczach
     faza play-off
     baraże

### Zmiany w tabeli fazy zasadniczej
| Klub                               | 1 | 2 | 3 | 4 | 5 | 6 | 7 | 8 | 9 | 10 | 11 | 12 | 13 | 14 | 15 | 16 | 17 | 18 |
| ---------------------------------- | - | - | - | - | - | - | - | - | - | -- | -- | -- | -- | -- | -- | -- | -- | -- |
| Cemtec supervolley Enns            | 3 | 6 | 8 | 5 | 5 | 7 | 7 | 7 | 6 | 6  | 7  | 6  | 6  | 7  | 7  | 7  | 7  | 7  |
| SVS Sokol V                        | 7 | 5 | 6 | 7 | 7 | 9 | 9 | 9 | 9 | 7  | 6  | 7  | 7  | 6  | 6  | 6  | 6  | 6  |
| TSV Sparkasse Hartberg             | 1 | 1 | 1 | 1 | 1 | 1 | 1 | 1 | 1 | 1  | 1  | 1  | 1  | 1  | 1  | 1  | 1  | 1  |
| Union Volleyball Arbesbach         | 5 | 3 | 2 | 2 | 2 | 2 | 2 | 2 | 2 | 3  | 2  | 2  | 2  | 2  | 2  | 2  | 2  | 2  |
| UVC Graz AG                        | 6 | 7 | 5 | 6 | 6 | 5 | 5 | 5 | 4 | 4  | 5  | 4  | 5  | 5  | 5  | 5  | 5  | 5  |
| VBK Wörther-See-Löwen Klagenfurt   | 4 | 2 | 3 | 4 | 4 | 4 | 4 | 4 | 5 | 5  | 4  | 5  | 4  | 4  | 4  | 4  | 4  | 4  |
| VC Jerich International            | 8 | 9 | 7 | 8 | 8 | 6 | 6 | 6 | 7 | 8  | 8  | 8  | 8  | 8  | 8  | 8  | 8  | 8  |
| VCA Hypo Niederösterreich          | 2 | 4 | 4 | 3 | 3 | 3 | 3 | 3 | 3 | 2  | 3  | 3  | 3  | 3  | 3  | 3  | 3  | 3  |
| volleyteam Südstadt/Perchtoldsdorf | 9 | 8 | 9 | 9 | 9 | 8 | 8 | 8 | 8 | 9  | 9  | 9  | 9  | 9  | 9  | 9  | 9  | 9  |

## Rozgrywki drużyn z MEVZA (Setzspiele für Play-off)

### Tabela wyników
| Gospodarz \ Gość1         | TIR | HOT | AIC |
| Hypo Tirol Volleyballteam |     | 3:0 | 3:0 |
| hotVolleys Wiedeń         | 1:3 |     | 3:1 |
| SK Posojilnica Aich/Dob   | 2:3 | 3:1 |     |

Źródło: volleynet.at
1 Drużyna gospodarzy jest wymieniona po lewej stronie tabeli.
Kolory:
  zwycięstwo gospodarzy 3:0 lub 3:1
  zwycięstwo gospodarzy 3:2
  zwycięstwo gości 3:0 lub 3:1
  zwycięstwo gości 3:2

### Terminarz i wyniki spotkań
| Data       | Godz. | Gospodarz                 | Rezultat                                | Gość                      |
| ---------- | ----- | ------------------------- | --------------------------------------- | ------------------------- |
| 1. RUNDA   |       |                           |                                         |                           |
| 31.10.2009 | 19:00 | SK Posojilnica Aich/Dob   | 2:3 (25:20, 25:23, 21:25, 18:25, 13:15) | Hypo Tirol Volleyballteam |
| 06.11.2009 | 20:15 | SK Posojilnica Aich/Dob   | 3:1 (25:18, 20:25, 25:22, 25:21)        | hotVolleys Wiedeń         |
| 16.11.2009 | 18:30 | hotVolleys Wiedeń         | 1:3 (28:30, 25:23, 25:27, 18:25)        | Hypo Tirol Volleyballteam |
| 2. RUNDA   |       |                           |                                         |                           |
| 23.01.2010 | 19:00 | Hypo Tirol Volleyballteam | 3:0 (25:23, 25:22, 25:22)               | SK Posojilnica Aich/Dob   |
| 29.01.2010 | 19:00 | hotVolleys Wiedeń         | 3:1 (25:14, 22:25, 25:16, 25:19)        | SK Posojilnica Aich/Dob   |
| 05.02.2010 | 20:15 | Hypo Tirol Volleyballteam | 3:0 (27:25, 25:22, 25:23)               | hotVolleys Wiedeń         |

### Tabela
| Lp. | Drużyna                   | Pkt | Mecze | Mecze | Mecze | Rodzaj wyniku | Rodzaj wyniku | Rodzaj wyniku | Rodzaj wyniku | Rodzaj wyniku | Rodzaj wyniku | Sety | Sety | Sety  | Małe punkty | Małe punkty | Małe punkty |
| Lp. | Drużyna                   | Pkt | M     | W     | P     | 3:0           | 3:1           | 3:2           | 2:3           | 1:3           | 0:3           | wyg. | prz. | stos. | zdob.       | str.        | stos.       |
| --- | ------------------------- | --- | ----- | ----- | ----- | ------------- | ------------- | ------------- | ------------- | ------------- | ------------- | ---- | ---- | ----- | ----------- | ----------- | ----------- |
| 1   | Hypo Tirol Volleyballteam | 11  | 4     | 4     | 0     | 2             | 1             | 1             | 0             | 0             | 0             | 12   | 3    | 4     | 365         | 335         | 1.09        |
| 2   | SK Posojilnica Aich/Dob   | 4   | 4     | 1     | 3     | 0             | 1             | 0             | 1             | 1             | 1             | 6    | 10   | 0.6   | 338         | 366         | 0.92        |
| 3   | hotVolleys Wiedeń         | 3   | 4     | 1     | 3     | 0             | 1             | 0             | 0             | 2             | 1             | 5    | 10   | 0.5   | 349         | 351         | 0.99        |

Źródło: volleynet.at
Punktacja: 3:0 i 3:1 – 3 pkt; 3:2 – 2 pkt; 2:3 – 1 pkt; 1:3 i 0:3 – 0 pkt
Zasady ustalania kolejności: 1. liczba punktów; 2. stosunek setów; 3. stosunek małych punktów; 4. bilans w bezpośrednich meczach
     faza play-off

## Faza play-off

### Drabinka
|  |              |                                  |              |                        |              |   |   |                           |                        |                        |           |           |                         |                         |                         |                   |                   |                   |                   |                   |       |       |       |
|  | Ćwierćfinały | Ćwierćfinały                     | Ćwierćfinały | Ćwierćfinały           | Ćwierćfinały |   |   | Półfinały                 | Półfinały              | Półfinały              | Półfinały | Półfinały | Półfinały               | Półfinały               |                         |                   | Finał             | Finał             | Finał             | Finał             | Finał | Finał | Finał |
|  | Ćwierćfinały | Ćwierćfinały                     | Ćwierćfinały | Ćwierćfinały           | Ćwierćfinały |   |   | Półfinały                 | Półfinały              | Półfinały              | Półfinały | Półfinały | Półfinały               | Półfinały               |                         |                   | Finał             | Finał             | Finał             | Finał             | Finał | Finał | Finał |
|  |              |                                  |              |                        |              |   |   |                           |                        |                        |           |           |                         |                         |                         |                   |                   |                   |                   |                   |       |       |       |
|  |              |                                  |              |                        |              |   |   |                           |                        |                        |           |           |                         |                         |                         |                   |                   |                   |                   |                   |       |       |       |
|  | 1            | Hypo Tirol Volleyballteam        | 3            | 3                      |              |   |   |                           |                        |                        |           |           |                         |                         |                         |                   |                   |                   |                   |                   |       |       |       |
|  | 1            | Hypo Tirol Volleyballteam        | 3            | 3                      |              |   |   |                           |                        |                        |           |           |                         |                         |                         |                   |                   |                   |                   |                   |       |       |       |
|  | 8            | UVC Graz AG                      | 0            | 1                      |              |   |   |                           |                        |                        |           |           |                         |                         |                         |                   |                   |                   |                   |                   |       |       |       |
|  | 8            | UVC Graz AG                      | 0            | 1                      |              |   | 1 | Hypo Tirol Volleyballteam | 3                      | 3                      | 3         |           |                         |                         |                         |                   |                   |                   |                   |                   |       |       |       |
|  |              |                                  |              |                        |              |   | 1 | Hypo Tirol Volleyballteam | 3                      | 3                      | 3         |           |                         |                         |                         |                   |                   |                   |                   |                   |       |       |       |
|  |              |                                  | 4            | TSV Sparkasse Hartberg | 0            | 0 | 1 |                           |                        |                        |           |           |                         |                         |                         |                   |                   |                   |                   |                   |       |       |       |
|  | 4            | TSV Sparkasse Hartberg           | 4            | TSV Sparkasse Hartberg | 0            | 0 | 1 | 3                         | 3                      |                        |           |           |                         |                         |                         |                   |                   |                   |                   |                   |       |       |       |
|  | 4            | TSV Sparkasse Hartberg           |              |                        |              |   |   |                           |                        |                        |           |           |                         |                         |                         |                   |                   |                   |                   |                   |       |       |       |
|  | 5            | Union Volleyball Arbesbach       | 0            | 1                      |              |   |   |                           |                        |                        |           |           |                         |                         |                         |                   |                   |                   |                   |                   |       |       |       |
|  | 5            | Union Volleyball Arbesbach       | 0            | 1                      |              |   | 1 | Hypo Tirol Volleyballteam | 3                      | 1                      | 2         | 3         | 3                       |                         |                         |                   |                   |                   |                   |                   |       |       |       |
|  |              |                                  |              |                        |              |   |   |                           |                        |                        |           |           |                         |                         |                         |                   |                   |                   |                   |                   |       |       |       |
|  |              |                                  | 3            | hotVolleys Wiedeń      | 1            | 3 | 3 | 0                         | 1                      |                        |           |           |                         |                         |                         |                   |                   |                   |                   |                   |       |       |       |
|  | 2            | SK Posojilnica Aich/Dob          | 3            | hotVolleys Wiedeń      | 1            | 3 | 3 | 0                         | 1                      | 3                      | 3         |           |                         |                         |                         |                   |                   |                   |                   |                   |       |       |       |
|  | 2            | SK Posojilnica Aich/Dob          |              |                        |              |   |   |                           |                        |                        |           |           |                         |                         |                         |                   |                   |                   |                   |                   |       |       |       |
|  | 7            | VBK Wörther-See-Löwen Klagenfurt | 0            | 0                      |              |   |   |                           |                        |                        |           |           |                         |                         |                         |                   |                   |                   |                   |                   |       |       |       |
|  | 7            | VBK Wörther-See-Löwen Klagenfurt | 0            | 0                      |              |   | 2 | SK Posojilnica Aich/Dob   | 2                      | 2                      | 3         | 3         | 1                       | Mecz o 3. miejsce       | Mecz o 3. miejsce       | Mecz o 3. miejsce | Mecz o 3. miejsce | Mecz o 3. miejsce | Mecz o 3. miejsce | Mecz o 3. miejsce |       |       |       |
|  |              |                                  |              |                        |              |   | 2 | SK Posojilnica Aich/Dob   | 2                      | 2                      | 3         | 3         | 1                       | Mecz o 3. miejsce       | Mecz o 3. miejsce       | Mecz o 3. miejsce | Mecz o 3. miejsce | Mecz o 3. miejsce | Mecz o 3. miejsce | Mecz o 3. miejsce |       |       |       |
|  |              |                                  | 3            | hotVolleys Wiedeń      | 3            | 3 | 0 | 2                         | 3                      |                        |           |           |                         |                         |                         |                   |                   |                   |                   |                   |       |       |       |
|  | 3            | hotVolleys Wiedeń                | 3            | hotVolleys Wiedeń      | 3            | 3 | 0 | 2                         | 3                      | 3                      | 3         |           |                         |                         |                         |                   |                   |                   |                   |                   |       |       |       |
|  | 3            | hotVolleys Wiedeń                |              |                        |              |   |   |                           |                        |                        |           | 2         | SK Posojilnica Aich/Dob | SK Posojilnica Aich/Dob | SK Posojilnica Aich/Dob | 3                 | 3                 |                   |                   |                   |       |       |       |
|  | 6            | VCA Hypo Niederösterreich        | 1            | 1                      |              |   |   |                           |                        |                        |           | 2         | SK Posojilnica Aich/Dob | SK Posojilnica Aich/Dob | SK Posojilnica Aich/Dob | 3                 | 3                 |                   |                   |                   |       |       |       |
|  | 6            | VCA Hypo Niederösterreich        | 1            | 1                      |              |   | 4 | TSV Sparkasse Hartberg    | TSV Sparkasse Hartberg | TSV Sparkasse Hartberg | 0         | 0         |                         |                         |                         |                   |                   |                   |                   |                   |       |       |       |
|  |              |                                  |              |                        |              |   | 4 | TSV Sparkasse Hartberg    | TSV Sparkasse Hartberg | TSV Sparkasse Hartberg | 0         | 0         |                         |                         |                         |                   |                   |                   |                   |                   |       |       |       |

|  |                     |                                  |                     |                                  |                     |   |   |                            |                    |                    |                    |                    |
|  | Mecze o miejsca 5-8 | Mecze o miejsca 5-8              | Mecze o miejsca 5-8 | Mecze o miejsca 5-8              | Mecze o miejsca 5-8 |   |   | Mecze o 5. miejsce         | Mecze o 5. miejsce | Mecze o 5. miejsce | Mecze o 5. miejsce | Mecze o 5. miejsce |
|  | Mecze o miejsca 5-8 | Mecze o miejsca 5-8              | Mecze o miejsca 5-8 | Mecze o miejsca 5-8              | Mecze o miejsca 5-8 |   |   | Mecze o 5. miejsce         | Mecze o 5. miejsce | Mecze o 5. miejsce | Mecze o 5. miejsce | Mecze o 5. miejsce |
|  |                     |                                  |                     |                                  |                     |   |   |                            |                    |                    |                    |                    |
|  |                     |                                  |                     |                                  |                     |   |   |                            |                    |                    |                    |                    |
|  | 5                   | Union Volleyball Arbesbach       | 3                   | 3                                |                     |   |   |                            |                    |                    |                    |                    |
|  | 5                   | Union Volleyball Arbesbach       | 3                   | 3                                |                     |   |   |                            |                    |                    |                    |                    |
|  | 8                   | UVC Graz AG                      | 2                   | 0                                |                     |   |   |                            |                    |                    |                    |                    |
|  | 8                   | UVC Graz AG                      | 2                   | 0                                |                     |   | 5 | Union Volleyball Arbesbach | 2                  | 3                  | 3                  |                    |
|  |                     |                                  |                     |                                  |                     |   | 5 | Union Volleyball Arbesbach | 2                  | 3                  | 3                  |                    |
|  |                     |                                  | 7                   | VBK Wörther-See-Löwen Klagenfurt | 3                   | 2 | 0 |                            |                    |                    |                    |                    |
|  | 6                   | VCA Hypo Niederösterreich        | 7                   | VBK Wörther-See-Löwen Klagenfurt | 3                   | 2 | 0 | 2                          | 1                  |                    |                    |                    |
|  | 6                   | VCA Hypo Niederösterreich        |                     |                                  |                     |   |   |                            |                    |                    |                    |                    |
|  | 7                   | VBK Wörther-See-Löwen Klagenfurt | 3                   | 3                                |                     |   |   |                            |                    |                    |                    |                    |
|  | 7                   | VBK Wörther-See-Löwen Klagenfurt | 3                   | 3                                | Mecze o 7. miejsce  |   |   |                            |                    |                    |                    |                    |
|  |                     |                                  |                     |                                  |                     |   |   |                            |                    |                    |                    |                    |
|  |                     |                                  |                     |                                  |                     |   |   |                            |                    |                    |                    |                    |
|  |                     |                                  |                     |                                  |                     |   |   |                            |                    |                    |                    |                    |
|  | 8                   | UVC Graz AG                      | 0                   | 0                                |                     |   |   |                            |                    |                    |                    |                    |
|  | 8                   | UVC Graz AG                      | 0                   | 0                                |                     |   |   |                            |                    |                    |                    |                    |
|  | 6                   | VCA Hypo Niederösterreich        | 3                   | 3                                |                     |   |   |                            |                    |                    |                    |                    |
|  | 6                   | VCA Hypo Niederösterreich        | 3                   | 3                                |                     |   |   |                            |                    |                    |                    |                    |

### I runda

#### Ćwierćfinały
(do dwóch zwycięstw)
| Data                      | Godz.                     | Gospodarz                        | Rezultat                         | Gość                             |
| ------------------------- | ------------------------- | -------------------------------- | -------------------------------- | -------------------------------- |
| Hypo Tirol Volleyballteam | Hypo Tirol Volleyballteam | Hypo Tirol Volleyballteam        | 2 – 0                            | UVC Graz AG                      |
| 24.02.2010                | 19:00                     | Hypo Tirol Volleyballteam        | 3:0 (25:21, 25:15, 25:15)        | UVC Graz AG                      |
| 27.02.2010                | 18:00                     | UVC Graz AG                      | 1:3 (20:25, 25:23, 21:25, 18:25) | Hypo Tirol Volleyballteam        |
| SK Posojilnica Aich/Dob   | SK Posojilnica Aich/Dob   | SK Posojilnica Aich/Dob          | 2 – 0                            | VBK Wörther-See-Löwen Klagenfurt |
| 20.02.2010                | 19:00                     | SK Posojilnica Aich/Dob          | 3:0 (25:22, 25:16, 25:22)        | VBK Wörther-See-Löwen Klagenfurt |
| 27.02.2010                | 19:00                     | VBK Wörther-See-Löwen Klagenfurt | 0:3 (18:25, 18:25, 26:28)        | SK Posojilnica Aich/Dob          |
| hotVolleys Wiedeń         | hotVolleys Wiedeń         | hotVolleys Wiedeń                | 2 – 0                            | VCA Hypo Niederösterreich        |
| 20.02.2010                | 19:00                     | hotVolleys Wiedeń                | 3:1 (25:19, 22:25, 25:21, 25:17) | VCA Hypo Niederösterreich        |
| 26.02.2010                | 18:00                     | VCA Hypo Niederösterreich        | 1:3 (20:25, 19:25, 25:23, 18:25) | hotVolleys Wiedeń                |
| TSV Sparkasse Hartberg    | TSV Sparkasse Hartberg    | TSV Sparkasse Hartberg           | 2 – 0                            | Union Volleyball Arbesbach       |
| 20.02.2010                | 19:00                     | TSV Sparkasse Hartberg           | 3:0 (25:22, 25:20, 25:23)        | Union Volleyball Arbesbach       |
| 27.02.2010                | 19:00                     | Union Volleyball Arbesbach       | 1:3 (18:25, 19:25, 25:21, 21:25) | TSV Sparkasse Hartberg           |

### II runda

#### Półfinały
(do trzech zwycięstw)
| Data                      | Godz.                     | Gospodarz                 | Rezultat                                | Gość                      |
| ------------------------- | ------------------------- | ------------------------- | --------------------------------------- | ------------------------- |
| Hypo Tirol Volleyballteam | Hypo Tirol Volleyballteam | Hypo Tirol Volleyballteam | 3 – 0                                   | TSV Sparkasse Hartberg    |
| 17.03.2010                | 19:00                     | Hypo Tirol Volleyballteam | 3:0 (25:15, 25:22, 25:13)               | TSV Sparkasse Hartberg    |
| 20.03.2010                | 20:00                     | TSV Sparkasse Hartberg    | 0:3 (17:25, 13:25, 22:25)               | Hypo Tirol Volleyballteam |
| 24.03.2010                | 19:00                     | Hypo Tirol Volleyballteam | 3:1 (25:19, 25:17, 26:28, 25:14)        | TSV Sparkasse Hartberg    |
| hotVolleys Wiedeń         | hotVolleys Wiedeń         | hotVolleys Wiedeń         | 3 – 2                                   | SK Posojilnica Aich/Dob   |
| 17.03.2010                | 18:00                     | hotVolleys Wiedeń         | 3:2 (25:19, 25:21, 22:25, 21:25, 15:13) | SK Posojilnica Aich/Dob   |
| 20.03.2010                | 19:00                     | SK Posojilnica Aich/Dob   | 2:3 (31:33, 25:19, 25:22, 22:25, 11:15) | hotVolleys Wiedeń         |
| 24.03.2010                | 18:00                     | hotVolleys Wiedeń         | 0:3 (22:25, 23:25, 23:25)               | SK Posojilnica Aich/Dob   |
| 27.03.2010                | 19:00                     | SK Posojilnica Aich/Dob   | 3:2 (25:21, 23:25, 19:25, 25:20, 15:13) | hotVolleys Wiedeń         |
| 01.04.2010                | 19:00                     | SK Posojilnica Aich/Dob   | 1:3 (25:21, 23:25, 19:25, 21:25)        | hotVolleys Wiedeń         |

#### Mecze o miejsca 5-8
(do dwóch zwycięstw)
| Data                       | Godz.                      | Gospodarz                        | Rezultat                                | Gość                             |
| -------------------------- | -------------------------- | -------------------------------- | --------------------------------------- | -------------------------------- |
| Union Volleyball Arbesbach | Union Volleyball Arbesbach | Union Volleyball Arbesbach       | 2 – 0                                   | UVC Graz AG                      |
| 13.03.2010                 | 19:00                      | Union Volleyball Arbesbach       | 3:2 (17:25, 25:18, 34:32, 18:25, 15:13) | UVC Graz AG                      |
| 20.03.2010                 | 18:00                      | UVC Graz AG                      | 0:3 (22:25, 22:25, 22:25)               | Union Volleyball Arbesbach       |
| VCA Hypo Niederösterreich  | VCA Hypo Niederösterreich  | VCA Hypo Niederösterreich        | 0 – 2                                   | VBK Wörther-See-Löwen Klagenfurt |
| 13.03.2010                 | 19:00                      | VCA Hypo Niederösterreich        | 2:3 (21:25, 25:22, 25:14, 19:25, 10:15) | VBK Wörther-See-Löwen Klagenfurt |
| 21.03.2010                 | 18:00                      | VBK Wörther-See-Löwen Klagenfurt | 3:1 (25:14, 21:25, 28:26, 25:23)        | VCA Hypo Niederösterreich        |

### III runda

#### Finały
(do czterech zwycięstw)
| Data                      | Godz.                     | Gospodarz                 | Rezultat                                | Gość                      |
| ------------------------- | ------------------------- | ------------------------- | --------------------------------------- | ------------------------- |
| Hypo Tirol Volleyballteam | Hypo Tirol Volleyballteam | Hypo Tirol Volleyballteam | 4 – 2                                   | hotVolleys Wiedeń         |
| 05.04.2010                | 20:15                     | Hypo Tirol Volleyballteam | 3:1 (25:18, 20:25, 25:23, 25:20)        | hotVolleys Wiedeń         |
| 09.04.2010                | 20:15                     | hotVolleys Wiedeń         | 3:1 (25:23, 26:28, 27:25, 25:23)        | Hypo Tirol Volleyballteam |
| 12.04.2010                | 20:15                     | Hypo Tirol Volleyballteam | 2:3 (25:15, 25:15, 22:25, 18:25, 11:15) | hotVolleys Wiedeń         |
| 16.04.2010                | 20:15                     | hotVolleys Wiedeń         | 0:3 (21:25, 19:25, 16:25)               | Hypo Tirol Volleyballteam |
| 19.04.2010                | 20:15                     | Hypo Tirol Volleyballteam | 3:1 (25:22, 25:22, 20:25, 25:23)        | hotVolleys Wiedeń         |
| 23.04.2010                | 20:15                     | hotVolleys Wiedeń         | 0:3 (19:25, 24:26, 24:26)               | Hypo Tirol Volleyballteam |

#### Mecze o 3. miejsce
(do dwóch zwycięstw)
| Data                    | Godz.                   | Gospodarz               | Rezultat                  | Gość                    |
| ----------------------- | ----------------------- | ----------------------- | ------------------------- | ----------------------- |
| SK Posojilnica Aich/Dob | SK Posojilnica Aich/Dob | SK Posojilnica Aich/Dob | 2 – 0                     | TSV Sparkasse Hartberg  |
| 10.04.2010              | 19:00                   | SK Posojilnica Aich/Dob | 3:0 (25:17, 25:23, 25:21) | TSV Sparkasse Hartberg  |
| 17.04.2010              | 20:00                   | TSV Sparkasse Hartberg  | 0:3 (13:25, 23:25, 18:25) | SK Posojilnica Aich/Dob |

#### Mecze o 5. miejsce
(do dwóch zwycięstw)
| Data                       | Godz.                      | Gospodarz                        | Rezultat                                | Gość                             |
| -------------------------- | -------------------------- | -------------------------------- | --------------------------------------- | -------------------------------- |
| Union Volleyball Arbesbach | Union Volleyball Arbesbach | Union Volleyball Arbesbach       | 2 – 1                                   | VBK Wörther-See-Löwen Klagenfurt |
| 02.04.2010                 | 20:00                      | Union Volleyball Arbesbach       | 2:3 (25:18, 23:25, 25:16, 24:26, 17:19) | VBK Wörther-See-Löwen Klagenfurt |
| 11.04.2010                 | 18:00                      | VBK Wörther-See-Löwen Klagenfurt | 2:3 (25:21, 21:25, 25:18, 23:25, 12:15) | Union Volleyball Arbesbach       |
| 17.04.2010                 | 19:00                      | Union Volleyball Arbesbach       | 3:0 (29:27, 25:22, 27:25)               | VBK Wörther-See-Löwen Klagenfurt |

#### Mecze o 7. miejsce
(do dwóch zwycięstw)
| Data                      | Godz.                     | Gospodarz                 | Rezultat                  | Gość                      |
| ------------------------- | ------------------------- | ------------------------- | ------------------------- | ------------------------- |
| VCA Hypo Niederösterreich | VCA Hypo Niederösterreich | VCA Hypo Niederösterreich | 2 – 0                     | UVC Graz AG               |
| 14.04.2010                | 19:00                     | VCA Hypo Niederösterreich | 3:0 (25:15, 30:28, 25:19) | UVC Graz AG               |
| 17.04.2010                | 18:00                     | UVC Graz AG               | 0:3 (15:25, 19:25, 14:25) | VCA Hypo Niederösterreich |

## Klasyfikacja końcowa
| Lp. | Drużyna                            |
| --- | ---------------------------------- |
| 1   | Hypo Tirol Volleyballteam          |
| 2   | hotVolleys Wiedeń                  |
| 3   | SK Posojilnica Aich/Dob            |
| 4   | TSV Sparkasse Hartberg             |
| 5   | Union Volleyball Arbesbach         |
| 6   | VBK Wörther-See-Löwen Klagenfurt   |
| 7   | VCA Hypo Niederösterreich          |
| 8   | UVC Graz AG                        |
| 9   | SVS Sokol V                        |
| 10  | Cemtec supervolley Enns            |
| 11  | VC Jerich International            |
| 12  | volleyteam Südstadt/Perchtoldsdorf |

| Mistrzostwo                        |
| ---------------------------------- |
| Hypo Tirol Volleyballteam          |
| Puchar                             |
| VCA Hypo Niederösterreich          |
| Spdaek do 2. Bundesligi            |
| volleyteam Südstadt/Perchtoldsdorf |

## Baraże
Do czterech drużyn z 1. Bundesligi dołączyły po dwa najlepsze zespoły z grup wschodniej i zachodniej 2. Bundesligi.

### Tabela wyników
| Gospodarz \ Gość1                   | SOK | SUP | JER | SDP | GRA 2 | HAU | INZ | SPR |
| SVS Sokol V                         |     | 2:3 | 0:3 | 0:3 | 3:0   | 3:0 | 3:2 | 3:0 |
| Cemtec supervolley Enns             | 3:1 |     | 3:0 | 3:0 | 3:1   | 3:0 | 3:1 | 3:0 |
| VC Jerich International             | 3:0 | 1:3 |     | 2:3 | 3:0   | 3:0 | 3:0 | 3:1 |
| volleyteam Südstadt/Perchtoldsdorf  | 0:3 | 0:3 | 1:3 |     | 3:0   | 3:1 | 3:0 | 3:1 |
| UVC Graz 2                          | 2:3 | 3:2 | 0:3 | 3:0 |       | 3:1 | 3:1 | 2:3 |
| VC Mutter Natur Hausmannstätten     | 3:2 | 2:3 | 1:3 | 0:3 | 2:3   |     | 3:1 | 0:3 |
| SG Mils/Inzingvolley                | 0:3 | 1:3 | 3:1 | 3:2 | 0:3   | 3:1 |     | 1:3 |
| SG Sport Mayr Schwertberg/Perg/Ried | 2:3 | 3:2 | 3:1 | 1:3 | 3:1   | 3:0 | 3:0 |     |

Źródło: volleynet.at
1 Drużyna gospodarzy jest wymieniona po lewej stronie tabeli.
Kolory:
  zwycięstwo gospodarzy 3:0 lub 3:1
  zwycięstwo gospodarzy 3:2
  zwycięstwo gości 3:0 lub 3:1
  zwycięstwo gości 3:2

### Wyniki spotkań
| Data        | Godz. | Gospodarz                           | Rezultat                                | Gość                                |
| ----------- | ----- | ----------------------------------- | --------------------------------------- | ----------------------------------- |
| 1. KOLEJKA  |       |                                     |                                         |                                     |
| 20.02.2010  | 17:00 | UVC Graz                            | 3:1 (20:25, 28:26, 25:18, 28:26)        | VC Mutter Natur Hausmannstätten     |
| 20.02.2010  | 16:30 | SVS Sokol V                         | 2:3 (24:26, 26:24, 22:25, 25:19, 13:15) | Cemtec supervolley Enns             |
| 20.02.2010  | 15:00 | SG Sport Mayr Schwertberg/Perg/Ried | 3:1 (23:25, 25:16, 25:23, 25:23)        | VC Jerich International             |
| 20.02.2010  | 15:00 | volleyteam Südstadt/Perchtoldsdorf  | 3:0 (25:21, 25:19, 31:29)               | SG Mils/Inzingvolley                |
| 2. KOLEJKA  |       |                                     |                                         |                                     |
| 21.02.2010  | 14:00 | VC Mutter Natur Hausmannstätten     | 3:1 (25:20, 25:16, 24:26, 26:24)        | SG Mils/Inzingvolley                |
| 11.04.2010  | 17:30 | VC Jerich International             | 2:3 (19:25, 27:29, 25:17, 27:25, 10:15) | volleyteam Südstadt/Perchtoldsdorf  |
| 11.04.2010  | 18:00 | Cemtec supervolley Enns             | 3:0 (27:25, 25:19, 25:19)               | SG Sport Mayr Schwertberg/Perg/Ried |
| 21.02.2010  | 18:00 | UVC Graz                            | 2:3 (26:28, 25:14, 28:30, 25:19, 13:15) | SVS Sokol V                         |
| 3. KOLEJKA  |       |                                     |                                         |                                     |
| 27.02.2010  | 19:30 | SVS Sokol V                         | 3:0 (25:22, 25:19, 25:19)               | VC Mutter Natur Hausmannstätten     |
| 27.02.2010  | 20:00 | UVC Graz                            | 2:3 (25:20, 23:25, 25:11, 19:25, 11:15) | SG Sport Mayr Schwertberg/Perg/Ried |
| 27.02.2010  | 20:00 | volleyteam Südstadt/Perchtoldsdorf  | 0:3 (22:25, 17:25, 18:25)               | Cemtec supervolley Enns             |
| 27.02.2010  | 15:00 | SG Mils/Inzingvolley                | 3:1 (25:20, 27:25, 17:25, 25:23)        | VC Jerich International             |
| 4. KOLEJKA  |       |                                     |                                         |                                     |
| 28.02.2010  | 18:00 | VC Mutter Natur Hausmannstätten     | 1:3 (24:26, 25:21, 19:25, 15:25)        | VC Jerich International             |
| 14.03.2010  | 17:00 | Cemtec supervolley Enns             | 3:1 (25:12, 25:12, 24:26, 25:15)        | SG Mils/Inzingvolley                |
| 28.02.2010  | 18:00 | UVC Graz                            | 3:0 (36:34, 25:20, 25:21)               | volleyteam Südstadt/Perchtoldsdorf  |
| 28.02.2010  | 16:30 | SVS Sokol V                         | 3:0 (25:19, 25:22, 27:25)               | SG Sport Mayr Schwertberg/Perg/Ried |
| 5. KOLEJKA  |       |                                     |                                         |                                     |
| 06.03.2010  | 18:00 | SG Sport Mayr Schwertberg/Perg/Ried | 3:0 (25:20, 25:17, 25:22)               | VC Mutter Natur Hausmannstätten     |
| 06.03.2010  | 20:00 | volleyteam Südstadt/Perchtoldsdorf  | 0:3 (18:25, 16:25, 20:25)               | SVS Sokol V                         |
| 06.03.2010  | 17:30 | SG Mils/Inzingvolley                | 0:3 (19:25, 21:25, 23:25)               | UVC Graz                            |
| 06.03.2010  | 20:00 | VC Jerich International             | 1:3 (21:25, 17:25, 25:20, 18:25)        | Cemtec supervolley Enns             |
| 6. KOLEJKA  |       |                                     |                                         |                                     |
| 07.03.2010  | 18:00 | VC Mutter Natur Hausmannstätten     | 2:3 (15:25, 25:21, 11:25, 25:22, 11:15) | Cemtec supervolley Enns             |
| 07.03.2010  | 18:00 | UVC Graz                            | 0:3 (23:25, 12:25, 20:25)               | VC Jerich International             |
| 07.02.2010  | 15:00 | SVS Sokol V                         | 3:2 (25:21, 30:32, 25:21, 23:25, 15:11) | SG Mils/Inzingvolley                |
| 07.03.2010  | 17:00 | SG Sport Mayr Schwertberg/Perg/Ried | 1:3 (25:17, 15:25, 23:25, 23:25)        | volleyteam Südstadt/Perchtoldsdorf  |
| 7. KOLEJKA  |       |                                     |                                         |                                     |
| 13.03.2010  | 20:00 | volleyteam Südstadt/Perchtoldsdorf  | 3:1 (25:22, 26:28, 25:13, 25:19)        | VC Mutter Natur Hausmannstätten     |
| 13.03.2010  | 18:15 | SG Mils/Inzingvolley                | 1:3 (21:25, 25:22, 20:25, 20:25)        | SG Sport Mayr Schwertberg/Perg/Ried |
| 13.03.2010  | 20:00 | VC Jerich International             | 3:0 (25:22, 25:21, 25:17)               | SVS Sokol V                         |
| 13.03.2010  | 19:00 | Cemtec supervolley Enns             | 3:1 (25:9, 25:19, 18:25, 25:23)         | UVC Graz                            |
| 8. KOLEJKA  |       |                                     |                                         |                                     |
| 20.03.2010  | 19:30 | VC Mutter Natur Hausmannstätten     | 2:3 (24:26, 25:22, 25:27, 25:14, 9:15)  | UVC Graz                            |
| 20.03.2010  | 19:00 | Cemtec supervolley Enns             | 3:1 (18:25, 25:17, 25:23, 25:22)        | SVS Sokol V                         |
| 20.03.2010  | 19:00 | VC Jerich International             | 3:1 (25:23, 21:25, 25:23, 25:12)        | SG Sport Mayr Schwertberg/Perg/Ried |
| 20.03.2010  | 15:30 | SG Mils/Inzingvolley                | 3:2 (25:22, 25:20, 20:25, 15:25, 15:13) | volleyteam Südstadt/Perchtoldsdorf  |
| 9. KOLEJKA  |       |                                     |                                         |                                     |
| 21.03.2010  | 14:30 | SG Mils/Inzingvolley                | 3:1 (25:21, 25:20, 19:25, 25:16)        | VC Mutter Natur Hausmannstätten     |
| 21.03.2010  | 15:30 | volleyteam Südstadt/Perchtoldsdorf  | 1:3 (25:22, 20:25, 21:25, 18:25)        | VC Jerich International             |
| 21.03.2010  | 15:00 | SG Sport Mayr Schwertberg/Perg/Ried | 3:2 (15:25, 14:25, 25:23, 25:18, 15:9)  | Cemtec supervolley Enns             |
| 21.03.2010  | 16:30 | SVS Sokol V                         | 3:0 (25:21, 25:22, 25:15)               | UVC Graz                            |
| 10. KOLEJKA |       |                                     |                                         |                                     |
| 26.03.2010  | 18:00 | VC Mutter Natur Hausmannstätten     | 3:2 (25:22, 21:25, 25:19, 17:25, 16:14) | SVS Sokol V                         |
| 12.03.2010  | 20:00 | SG Sport Mayr Schwertberg/Perg/Ried | 3:1 (20:25, 25:20, 25:18, 26:24)        | UVC Graz                            |
| 10.04.2010  | 19:00 | Cemtec supervolley Enns             | 3:0 (25:14, 25:22, 25:15)               | volleyteam Südstadt/Perchtoldsdorf  |
| 27.03.2010  | 19:00 | VC Jerich International             | 3:0 (25:20, 25:19, 25:23)               | SG Mils/Inzingvolley                |
| 11. KOLEJKA |       |                                     |                                         |                                     |
| 28.03.2010  | 17:30 | VC Jerich International             | 3:0 (25:10, 25:21, 26:24)               | VC Mutter Natur Hausmannstätten     |
| 28.03.2010  | 16:00 | SG Mils/Inzingvolley                | 1:3 (15:25, 25:23, 20:25, 23:25)        | Cemtec supervolley Enns             |
| 28.03.2010  | 18:00 | volleyteam Südstadt/Perchtoldsdorf  | 3:0 (30:28, 25:19, 25:20)               | UVC Graz                            |
| 28.03.2010  | 12:00 | SG Sport Mayr Schwertberg/Perg/Ried | 2:3 (19:25, 25:23, 27:25, 25:27, 13:15) | SVS Sokol V                         |
| 12. KOLEJKA |       |                                     |                                         |                                     |
| 10.04.2010  | 19:30 | VC Mutter Natur Hausmannstätten     | 0:3 (21:25, 24:26, 19:25)               | SG Sport Mayr Schwertberg/Perg/Ried |
| 14.03.2010  | 16:45 | SVS Sokol V                         | 0:3 (24:26, 20:25, 21:25)               | volleyteam Südstadt/Perchtoldsdorf  |
| 02.04.2010  | 18:00 | UVC Graz                            | 3:1 (25:20, 25:22, 22:25, 25:21)        | SG Mils/Inzingvolley                |
| 14.04.2010  | 19:30 | Cemtec supervolley Enns             | 3:0 (25:23, 25:21, 25:19)               | VC Jerich International             |
| 13. KOLEJKA |       |                                     |                                         |                                     |
| 16.04.2010  | 20:00 | Cemtec supervolley Enns             | 3:0 (25:13, 25:16, 25:19)               | VC Mutter Natur Hausmannstätten     |
| 17.04.2010  | 19:00 | VC Jerich International             | 3:0 (25:22, 25:21, 25:13)               | UVC Graz                            |
| 17.04.2010  | 17:30 | SG Mils/Inzingvolley                | 0:3 (19:25, 15:25, 16:25)               | SVS Sokol V                         |
| 17.04.2010  | 20:00 | volleyteam Südstadt/Perchtoldsdorf  | 3:1 (25:20, 25:23, 17:25, 25:22)        | SG Sport Mayr Schwertberg/Perg/Ried |
| 14. KOLEJKA |       |                                     |                                         |                                     |
| 18.04.2010  | 16:00 | VC Mutter Natur Hausmannstätten     | 0:3 (19:25, 24:26, 21:25)               | volleyteam Südstadt/Perchtoldsdorf  |
| 18.04.2010  | 16:00 | SG Sport Mayr Schwertberg/Perg/Ried | 3:0 (25:17, 25:23, 25:21)               | SG Mils/Inzingvolley                |
| 18.04.2010  | 16:00 | SVS Sokol V                         | 0:3 (15:25, 23:25, 18:25)               | VC Jerich International             |
| 18.04.2010  | 16:00 | UVC Graz                            | 3:2 (23:25, 25:23, 27:29, 25:22, 21:19) | Cemtec supervolley Enns             |

### Tabela
| Lp. | Drużyna                             | Pkt | Mecze | Mecze | Mecze | Rodzaj wyniku | Rodzaj wyniku | Rodzaj wyniku | Rodzaj wyniku | Rodzaj wyniku | Rodzaj wyniku | Sety | Sety | Sety  | Małe punkty | Małe punkty | Małe punkty |
| Lp. | Drużyna                             | Pkt | M     | W     | P     | 3:0           | 3:1           | 3:2           | 2:3           | 1:3           | 0:3           | wyg. | prz. | stos. | zdob.       | str.        | stos.       |
| --- | ----------------------------------- | --- | ----- | ----- | ----- | ------------- | ------------- | ------------- | ------------- | ------------- | ------------- | ---- | ---- | ----- | ----------- | ----------- | ----------- |
| 1   | Cemtec supervolley Enns             | 36  | 14    | 12    | 2     | 5             | 5             | 2             | 2             | 0             | 0             | 40   | 15   | 2.67  | 1290        | 1086        | 1.19        |
| 2   | VC Jerich International             | 28  | 14    | 9     | 5     | 6             | 3             | 0             | 1             | 3             | 1             | 32   | 18   | 1.78  | 1173        | 1067        | 1.1         |
| 3   | volleyteam Südstadt/Perchtoldsdorf  | 24  | 14    | 8     | 6     | 4             | 3             | 1             | 1             | 1             | 4             | 27   | 23   | 1.17  | 1135        | 1139        | 1           |
| 4   | SVS Sokol V                         | 23  | 14    | 8     | 6     | 5             | 0             | 3             | 2             | 1             | 3             | 29   | 24   | 1.21  | 1199        | 1156        | 1.04        |
| 5   | SG Sport Mayr Schwertberg/Perg/Ried | 23  | 14    | 8     | 6     | 3             | 3             | 2             | 1             | 3             | 2             | 29   | 25   | 1.16  | 1204        | 1196        | 1.01        |
| 6   | UVC Graz 2                          | 18  | 14    | 6     | 8     | 2             | 2             | 2             | 2             | 2             | 4             | 24   | 30   | 0.8   | 1203        | 1243        | 0.97        |
| 7   | SG Mils/Inzingvolley                | 9   | 14    | 3     | 11    | 0             | 2             | 1             | 1             | 5             | 5             | 16   | 37   | 0.43  | 1111        | 1270        | 0.87        |
| 8   | VC Mutter Natur Hausmannstätten     | 7   | 14    | 2     | 12    | 0             | 1             | 1             | 2             | 4             | 6             | 14   | 39   | 0.36  | 1091        | 1249        | 0.87        |

Źródło: volleynet.at
Punktacja: 3:0 i 3:1 – 3 pkt; 3:2 – 2 pkt; 2:3 – 1 pkt; 1:3 i 0:3 – 0 pkt
Zasady ustalania kolejności: 1. liczba punktów; 2. stosunek setów; 3. stosunek małych punktów; 4. bilans w bezpośrednich meczach

## Statystyki, varia

### Sety, małe punkty
| Kolejka | Sety | Średnio na mecz | Małe punkty | Średnio na set |
| ------- | ---- | --------------- | ----------- | -------------- |
| 1       | 15   | 3,75            | 673         | 44,87          |
| 2       | 14   | 3,50            | 619         | 44,21          |
| 3       | 15   | 3,75            | 652         | 43,47          |
| 4       | 15   | 3,75            | 658         | 43,87          |
| 5       | 16   | 4,00            | 679         | 42,44          |
| 6       | 16   | 4,00            | 703         | 43,94          |
| 7       | 14   | 3,50            | 596         | 42,57          |
| 8       | 16   | 4,00            | 679         | 42,44          |
| 9       | 16   | 4,00            | 676         | 42,25          |
| 10      | 14   | 3,50            | 606         | 43,29          |
| 11      | 14   | 3,50            | 599         | 42,79          |
| 12      | 13   | 3,25            | 592         | 45,54          |
| 13      | 13   | 3,25            | 577         | 44,38          |
| 14      | 15   | 3,75            | 682         | 45,47          |
| 15      | 16   | 4,00            | 720         | 45,00          |
| 16      | 13   | 3,25            | 591         | 45,46          |
| 17      | 13   | 3,25            | 592         | 42,29          |
| 18      | 14   | 3,50            | 607         | 43,36          |
| Razem   | 262  | 3,64            | 11501       | 43,90          |

| Runda | Sety | Średnio na mecz | Małe punkty | Średnio na set |
| ----- | ---- | --------------- | ----------- | -------------- |
| 1     | 13   | 4,33            | 592         | 45,54          |
| 2     | 10   | 3,33            | 460         | 46,00          |
| Razem | 23   | 3,83            | 1052        | 45,74          |

| Runda               | Mecze | Sety | Średnio na mecz | Małe punkty | Średnio na set |
| ------------------- | ----- | ---- | --------------- | ----------- | -------------- |
| Ćwierćfinały        | 8     | 28   | 3,50            | 1261        | 45,04          |
| Półfinały           | 8     | 32   | 4,00            | 1408        | 44,00          |
| Mecze o 3. miejsce  | 2     | 6    | 3,00            | 265         | 44,17          |
| Finały              | 6     | 23   | 3,83            | 1041        | 45,26          |
| Mecze o miejsca 5-8 | 4     | 17   | 4,25            | 751         | 44,18          |
| Mecze o 7. miejsce  | 2     | 6    | 3,00            | 265         | 44,17          |
| Mecze o 5. miejsce  | 3     | 13   | 4,33            | 583         | 44,85          |
| Razem               | 33    | 125  | 3,79            | 5574        | 44,59          |

| Kolejka | Sety | Średnio na mecz | Małe punkty | Średnio na set |
| ------- | ---- | --------------- | ----------- | -------------- |
| 1       | 16   | 4,00            | 750         | 46,88          |
| 2       | 17   | 4,25            | 768         | 45,18          |
| 3       | 15   | 3,75            | 653         | 43,53          |
| 4       | 14   | 3,50            | 648         | 46,29          |
| 5       | 13   | 3,25            | 577         | 44,38          |
| 6       | 17   | 4,25            | 731         | 43,00          |
| 7       | 15   | 3,75            | 670         | 44,67          |
| 8       | 18   | 4,50            | 776         | 43,11          |
| 9       | 16   | 4,00            | 684         | 42,75          |
| 10      | 15   | 3,75            | 655         | 43,67          |
| 11      | 15   | 3,75            | 683         | 45,53          |
| 12      | 13   | 3,25            | 604         | 46,46          |
| 13      | 13   | 3,25            | 561         | 43,15          |
| 14      | 14   | 3,50            | 646         | 46,14          |
| Razem   | 211  | 3,77            | 9406        | 44,58          |